# 1931年イギリス総選挙

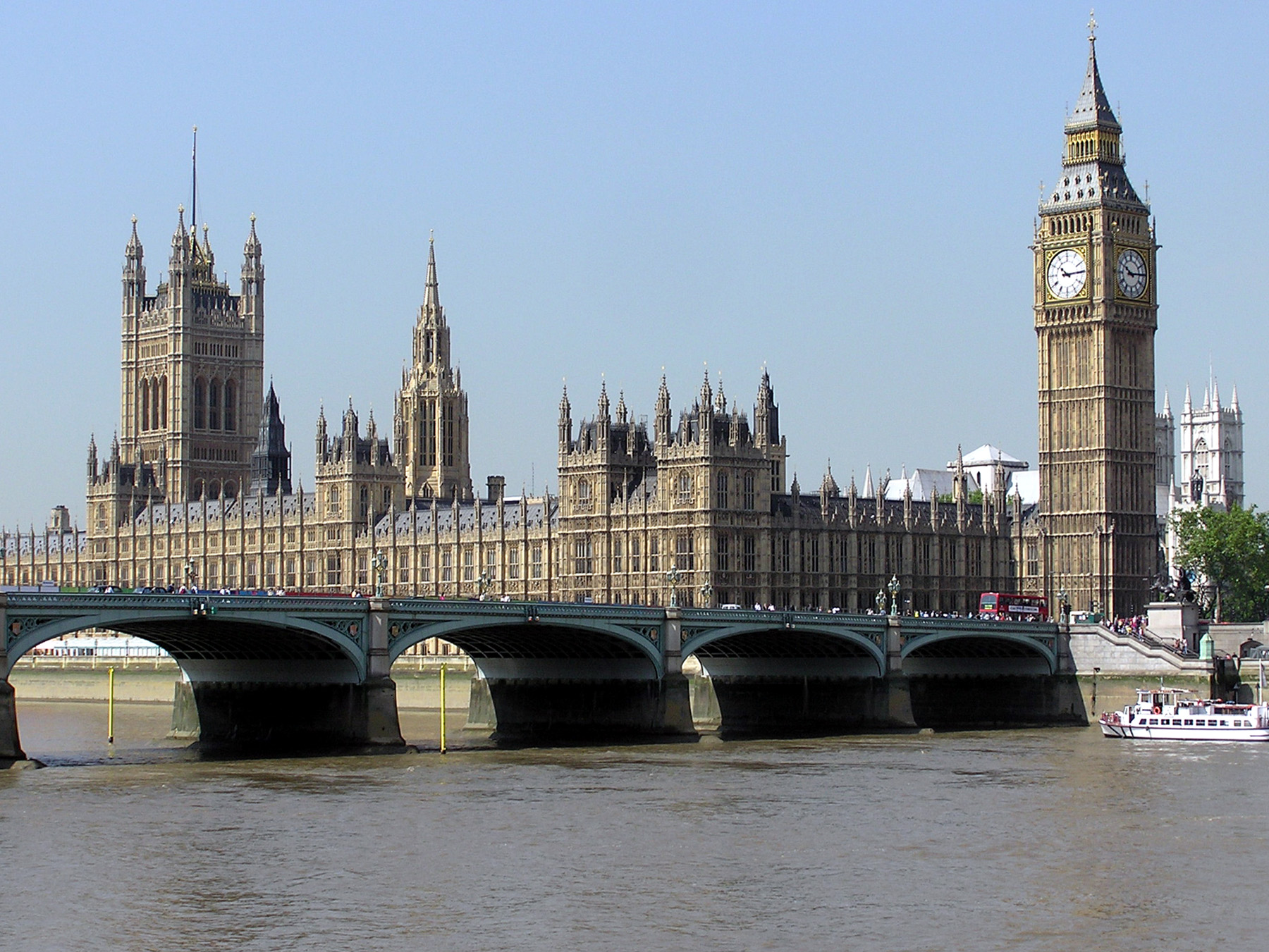
議事堂（ビッグ・ベン）

1931年イギリス総選挙（1931ねんイギリスそうせんきょ、英語：United Kingdom general election of 1931）は、1931年10月に行われたイギリスの選挙で、イギリス議会（正式名称：グレートブリテン及び北アイルランド連合王国議会）の議員を選出するために行われたものである。
イギリス政治の転換点となった選挙であり、この選挙以後、イギリスの二大政党は保守党・自由党から保守党・労働党に移り変わった。

## 概要

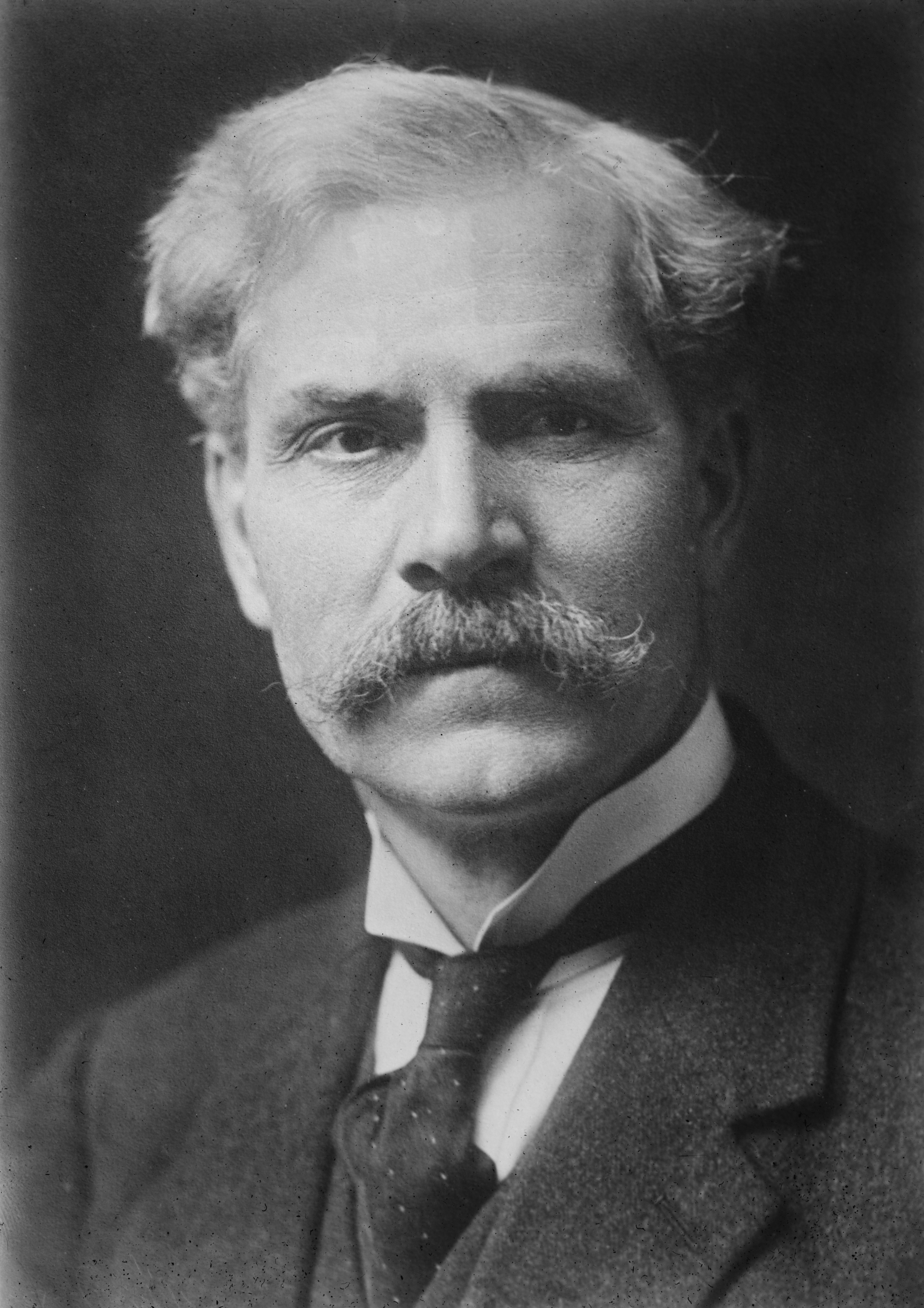
マクドナルド首相

- 選挙当時の首相：ラムゼイ・マクドナルド…国民政府内閣（保守党と労働党・自由党の国民政府派による連立政権）
- 庶民院議席数：615議席
- 議員の任期：5年（任期半ばで解散されたときは、その時点で議員職を失う）
- 選挙制度：選挙区で最多得票を得た候補のみが当選する完全小選挙区制
- 有権者：29,952,361名
  - 21歳以上の男女－1928年の平等選挙法（The Equal Franchaise Act）で女性の選挙権資格が男性と同等になった。
  - 複数選挙権：大学卒業者には出身大学を選挙区とする大学選挙権が、居住する選挙区以外に事業場の土地や家屋を有している者も居住している地域とは別に選挙が与えられていた。

## 選挙結果
保守党は過半数の得票を得て470議席を獲得した。これは単一政党の獲得議席としてイギリス史上最高の議席数である。労働党は野党第一党となったものの、52議席にとどまり公式野党として史上最低の議席数となった。自由党は、いくつかの派閥に分裂したことで二大政党の座から転落し、その後半世紀にわたりすることになった。
- 投票日：1931年10月14日
- 投票率：76.4％

| 党派                   | 党派                             | 得票       | %    | 候補者 | 当選 |
| ---------------------- | -------------------------------- | ---------- | ---- | ------ | ---- |
| Coservertive           | 保守党                           | 11,377,022 | 55.0 | 518    | 470  |
| Labour                 | 労働党                           | 6,339,306  | 30.6 | 516    | 52   |
| National Liberal       | 自由党（国民政府派）             | 761,705    | 3.7  | 41     | 35   |
| Liberal                | 自由党                           | 1,346,571  | 6.5  | 111    | 32   |
| National Labour        | 労働党（国民政府派）             | 316,741    | 1.5  | 20     | 13   |
| Liberal (Lloyd George) | 独立自由党（ロイド・ジョージ派） | 103,528    | 0.5  | 6      | 4    |
| National               | 国民政府派無所属                 | 100,193    | 0.5  | 4      | 4    |
| Irish Nationalist      | アイルランド民族派               | 72,530     | 0.4  | 3      | 2    |
| National Independent   | 国民党系無所属                   | 33,468     | 0.2  | 3      | 2    |
| Independent            | 無党派                           | 10,789     | 0.0  | 4      | 1    |
|                        |                                  |            |      |        | 615  |

有効票数：20,693,475票
- 出典：General Election Results 1885-1979